# Morris Chen
Han-Chen „Morris“ Chen (* 10. Juli 1976 in Taipeh) ist ein taiwanischer Autorennfahrer und der jüngere Bruder von Jun-San Chen. 

## Karriere als Rennfahrer
Morris Chen bestritt ab 2004 Touren-, GT- und Sportwagenrennen in Asien. Seine besten Meisterschaftsergebnisse erreichte er in der Asian Le Mans Series. 2013 wurde er gemeinsam mit Marco Seefried und Ryohei Sakaguchi in einem Porsche 997 GT3 RSR Gesamtdritter in der GTE-Klasse. Im Jahr darauf beendete er die GT-Klasse an der zweiten Stelle.
Zweimal, 2015 und 2020, startete er bisher beim 24-Stunden-Rennen von Le Mans. Beste Platzierung bei diesem 24-Stunden-Rennen war der 35. Rang 2015. 

## Statistik

### Le-Mans-Ergebnisse
| Jahr | Team           | Fahrzeug            | Teamkollege     | Teamkollege  | Platzierung | Ausfallgrund |
| ---- | -------------- | ------------------- | --------------- | ------------ | ----------- | ------------ |
| 2015 | Team AAI       | Porsche 911 GT3 RSR | Gilles Vannelet | Mike Parisy  | Rang 35     |              |
| 2020 | HubAuto Racing | Ferrari 488 GTE Evo | Tom Blomqvist   | Marcos Gomes | Ausfall     | Unfall       |

### Einzelergebnisse in der FIA-Langstrecken-Weltmeisterschaft
| Saison  | Team           | Rennwagen       | 1   | 2   | 3   | 4   | 5   | 6   | 7   | 8   |
| ------- | -------------- | --------------- | --- | --- | --- | --- | --- | --- | --- | --- |
| 2015    | Team AAI       | Porsche 911 GT3 | SIL | SPA | LEM | NÜR | AUS | FUJ | SHA | BAH |
| 2015    | Team AAI       | Porsche 911 GT3 | 35  |     |     |     |     |     |     |     |
| 2019/20 | HubAuto Racing | Ferrari 488 GTE | SIL | FUJ | SHA | BAH | AUS | SPA | LEM | BAH |
| 2019/20 | HubAuto Racing | Ferrari 488 GTE |     |     |     | DNF |     |     |     |     |